# Tomas Vytautas Raskevičius
Tomas Vytautas Raskevičius (sinh ngày 6 tháng 1 năm 1989) là một chính khách đảng Tự do, nghị sĩ Seimas, và nhà hoạt động quyền LGBT+ người Litva. Raskevičius có bằng về khoa học chính trị và luật. Anh là thành viên đồng tính công khai thứ 2 của Seimas sau cựu nghị sĩ quá cố Rokas Žilinskas.

## Tiểu sử
Năm 2007 Raskevičius tốt nghiệp trường Đại học Công nghệ Kaunas Gymnasium. Năm 2011, anh tốt nghiệp Viện Quan hệ Quốc tế và Khoa học Chính trị của Đại học Vilnius với bằng cử nhân khoa học chính trị, năm 2012 anh tốt nghiệp Thạc sĩ Luật Nhân quyền tại Đại học Trung Âu ở Hungary.
Trong năm 2012–2013, anh làm người quản lý dự án trong Lithuanian Gay League, và trong năm 2015–2018, anh làm luật sư và điều phối viên chính sách công ở đó. Năm 2014, anh làm điều phối viên sự kiện tại Trung tâm Cộng đồng LGBT+ tại Brooklyn, New York, Hoa Kỳ. Trong năm 2018-2020, anh làm Trưởng phòng Tích hợp Cơ hội Bình đẳng tại Văn phòng Thanh tra Cơ hội Bình đẳng.
Vào tháng 3 năm 2019, anh được bầu vào Hội đồng Thành phố Vilnius. Tháng 6 cùng năm, anh tham gia thành lập Đảng Tự do, nơi anh hiện giữ chức vụ Phó Chủ nhiệm Đảng ủy kiêm thành viên Hội đồng. Anh tranh cử với đảng trong cuộc bầu cử quốc hội Litva 2020, tại khu vực bầu cử Naujamiestis và Naujininkai và khu vực bầu cử nhiều thành viên nơi anh được bầu.
Kể từ năm 2020, Tomas Vytautas Raskevičius là Chủ tịch Ủy ban Nhân quyền của Seimas.
Anh cũng tích cực tham gia phong trào LGBT+ ở Litva, và là một trong những người tổ chức chính của cuộc tuần hành Baltic Pride "Vì Bình đẳng!" (2013, 2016). Ngoài ra, anh khởi xướng một quy trình kiện tụng chiến lược, sau đó giấy tờ tùy thân của người chuyển giới tại Litva có thể được thay đổi mà không cần thực hiện các thủ tục y tế bắt buộc (vào năm 2017). Raskevičius cũng là đại diện cho những người nộp đơn tại Tòa án Nhân quyền Châu Âu trong vụ "Beizaras và Levickas kiện Litva" (lời nói thù ghét trên mạng xã hội "Facebook").

## Đời tư
Tomas Vytautas Raskevičius chưa kết hôn, vì luật công nhận các cặp đồng giới không được hợp pháp hóa tại Litva. Anh có một con trai, Nathan Thomas. Raskevičius có sở thích là bao gồm sân khấu, thể thao, văn học, văn hóa queer phổ biến.

## Giải thưởng
• Giải thưởng Đa dạng và Bình đẳng Quốc gia 2018 cho công việc của anh trong lĩnh vực bảo vệ quyền con người của những người LGBT+